# Добродеев, Дмитрий Борисович
Дми́трий Бори́сович Доброде́ев (род. 20 марта 1950, Батуми, Грузинская ССР) — прозаик, писатель, переводчик. Финалист литературной премии «Русский Букер» (1996). В прошлом — редактор отдела новостей на Радио «Свобода».

## Биография
Родился 20 марта 1950 года в Батуми, в семье сценариста Бориса Тихоновича Добродеева (1927—2022). Завершив обучение в школе, поступил и успешно прошёл обучение, а в 1973 году окончил Институте стран Азии и Африки при Московском государственном университете. Защитил диссертацию на соискание степени кандидата исторических наук, является автором монографии «Образование в стратегии развития стран Северной Африки», которая вышла в свет в 1988 году, а также других научных трудов по африканистике.
В 1989 году переехал жить в Германию. С 1992 года трудился на Радио «Свобода», работал редактором отдела новостей. Позже, в 1995 году, сменил место проживания и переехал в Прагу.
Литературным творчеством занимается с середины 1970-х годов. Первые его публикации читатель увидел в начале 1990-х годов — в альманахах «Соло», журналах «Синтаксис», «Дружба Народов» и «Октябрь». В 1993 году вышел сборник его рассказов «Архив», в 1994 году свет увидела повесть «Возвращение в Союз», которая стала финалистом престижной литературной премии «Русский Букер». В 1996 году был опубликована повесть «Путешествие в Тунис». В 1998 году в издательстве «Новое литературное обозрение» был издан большой сборник его прозы. В 2010 году был напечатан его автобиографический роман «Большая свобода Ивана Д.».

## Отзывы
Писатель Андрей Битов, выступая на радио «Свобода», заметил:
Машина времени у него в крови. История для него не последовательна, а одновременна. Если определить в одном слове качество его прозы, то это будет — крепость. В том смысле, как бывает крепок то ли алмаз, то ли водка.
Литературный критик Андрей Урицкий попытался дать оценку творчеству писателя Добродеева:
У Добродеева главенствует эпизод, фрагмент, когда изображение максимально увеличено, приближено к читателю. (Чуть не написал — к зрителю!) Деталь на мгновение заслоняет целое и становится самоценной. Крупный план. Пауза. Добродеев писатель кинематографический, и неслучайно один из основных его композиционных приёмов — монтаж. Плавную, густую традиционную пластику он заменил рваным ритмом, жесткими сочленениями слов и картин. В промежутках угадывается остальное.

## Награды и премии
- 1996 — финалист литературной премии «Русский Букер», за повесть «Возвращение в Союз».